# Nettleton
Pour les articles homonymes, voir Nettleton (homonymie).
La ville américaine de Nettleton est située dans les comtés de Lee et Monroe, dans l’État du Mississippi. Lors du recensement de 2010, sa population s’élevait à 1 992 habitants.

## Source
- (en) Cet article est partiellement ou en totalité issu de l’article de Wikipédia en anglais intitulé « Nettleton, Mississippi » (voir la liste des auteurs).